# Gaspar do Palatinado-Zweibrücken
Gaspar do Palatinado-Zweibrücken (em alemão:  Kaspar von Pfalz-Zweibrücken, 11 de julho de 1459 – Verão de 1527) foi um nobre alemão, membro do ramo palatino da Casa de Wittelsbach, sendo Duque do Palatinado-Zweibrücken e Conde de Veldenz de 1489 a 1490.

## Biografia
Gaspar era o filho de Luís I do Palatinado-Zweibrücken e de Joana de Croÿ.  Em 1478, em Zweibrücken, casou com Amália de Brandemburgo (1461–1481),filha de Alberto III Aquiles, Eleitor de Brandemburgo. Amália morreu pouco antes do seu vigésimo aniversário. O casal não teve descendência.
O duque Luís I, receava que, após a sua morte, os seu domínios viessem a ser divididos pelos filhos, com Gaspar a receber o Condado de Veldenz e o seu irmão Alexandre, o Coxo, recebendo o Palatinado-Zweibrücken. Para impedir isso, Luís ordenou que após a sua morte, os dois filhos deveriam governar os domínios conjuntamente. Contudo, apenas um ano após a morte do pai, Alexandre mandou prender Gaspar, que foi declarado mentalmente incapaz, sendo preso no castelo de Veldenz, passando Alexandre a reinar sozinho.
O governo de Gaspar como Duque só foi formalmente revogado em 1514. Ele permaneceu encarcerado pelo resto da vida, vindo a falecer no Verão de 1527.
Não pode ser determinado se Gaspar sofria realmente de uma doença mental ou moral que o impedissem de cumprir os seus deveres de Duque, ou se ele foi simplesmente afastado pelo ambicioso irmão. A decisão do pai, Luís I, em que os dois irmãos deveriam governar em conjunto, pode ter diferentes interpretações.